# Бинијам Гирмај
Бинијам Гирмај Хајлу (енгл. Biniam Girmay Hailu; 2. април 2000) еритрејски је бициклиста који тренутно вози за  ворлд тур тим Интермарш—ванти. Освојио је по једном Гент—Вевелгем, првенство Еритреје у вожњи на хронометар, Сиркит Франко—Белже и класификацију по поенима на Тур де Франсу. Остварио је једну етапну побједу на Ђиро д’Италији и три на Тур де Франсу.
Каријеру је почео у Свјетском бициклистичком центру у Швајцарској, а 2020. је прешао у тим Нипо—делко—он Провенс, гдје је провео годину и по док се тим није угасио, након чега је прешао у Интермарш—ванти—гобер материокс у августу 2021. Године 2022. освојио је Гент—Вевелгем, чиме је постао први афрички побједник неког класика. Исте године је остварио етапну побједу на Ђиро д’Италији, чиме је постао први црни афрички возач који је побиједио на некој етапи на гранд тур трци. Године 2024. остварио је три етапне побједе на Тур де Франсу, чиме је постао први црни афрички возач који је остварио побједу на Туру, а такође је освојио класификацију по поенима, чиме је постао први афрички возач који је освојио било коју класификацију на Тур де Франсу и некој гранд тур трци.

## Дјетињство и јуниорска каријера
Од малена је пратио Тур де Франс на телевизији са оцем сваке године, али је више волио фудбал од бициклизма. Његов старији брат је почео да тренира на бициклу и наговорио је и њега, а отац му је купио бицикл.
Са 12 година је побиједио на првом такмичењу у брдском бициклизму, а неколико година касније изабран је да представља Еритреју на првенству Африке за јуниоре, гдје су га примијетили скаути и позвали су га да тренира за Свјетски бициклистички центар у Швајцарској.
Године 2018. са 17 година је напустио школу у Еритреји и преселио се у Швајцарску, током друге године у јуниорима. Жан Жак Анри, који је био на челу Свјетског бициклистичког центра за развој талената, изјавио је да је Гирмају било хладно кад је стигао у јулу, док је њима било вруће, да није волио калдрму, није схватао тактику, није знао језик и да је прелазак у другу државу био велики културни шок за њега. Почео је да похађа часове енглеског језика како не би морао да користи преводиоца за изјаве медијима када буде постао професионалац. Током године освојио је Афричко првенство за јуниоре у друмској, у вожњи на хронометар и у екипном хронометру, а такође је остварио етапну побједу на трци Обел—Тимистер—Ставело, гдје је побиједио испред Ремка Евенепула, чиме је постао један од два возача који су побиједили Евенепула 2018. када је остварио 20 побједа, поред Робија Хантера.
Године 2019. са националним тимом Еритреје возио је трку Ла тропикале Амиса Бонго, гдје је на трећој етапи побиједио у спринту испред Јосефа Регигија, Николе Бонифација, Лоренца Манзена и Андреа Грајпела, чиме је са 18 година остварио прву професионалну побједу. Он је тако постао први бициклиста рођен током 2000-их који је остварио професионалну побједу на некој трци. На трци Тур ди Руанда побиједио је на петој етапи у спринту испред Џозефа Арерујеа и Данијела Турека.

## Професионална каријера

### Почетак каријере
Године 2020. запазили су га скаути тима Нипо—делко—он Провенс, са којим је потписао петогодишњи уговор, али након избијања пандемије ковида 19 није могао да се врати кући нити да вози трке јер су биле отказане. Током 2021. тим се угасио због финансијских проблема, након чега се вратио кући у Асмару, али му је тим Интермарш—ванти—гобер материокс понудио уговор, који је потписао 6. августа. За тим је дебитовао неколико дана касније на ворлд тур трци Тур де Полоње. Дана 24. септембра возио је друмску трку на Свјетском првенству за возаче до 23 године, коју је завршио на другом мјесту, одспринтавши групу која је дошла на циљ двије секунде иза Филипа Барончинија. Он је тако постао први црни афрички возач који је завршио на подијуму на Свјетском друмском првенству у било којој категорији.

### 2022.
На почетку 2022. освојио је трку Трофео Алкудија, један од класика у оквиру Челенџа Мајорка, побиједивши у спринту испред Рајана Гибонса и Ђакома Ницола. Дана 16. марта возио је Милано—Торино, који је завршио на десетом мјесту у спринту, а побиједио је Марк Кевендиш. Три дана касније возио је Милано—Санремо, гдје је отпао након што је Тадеј Погачар напао на успону Пођо ди Санремо, није могао да достигне водећу групу и завршио је на 12 мјесту, 11 секунди иза Матеја Мохорича који је остварио соло побједу. Дана 25. марта возио је Е3 Саксо банк класик, гдје је на 80 km до циља напао Ваут ван Арт, што је пратило више возача. На 42 km до циља, Ван Арт је напао поново, што је пратио само његов сувозач Кристоф Лапорт и заједно су дошли на циљ, а побиједио је Ван Арт, док је Гирмај завршио на четвртом мјесту, минут и по иза. Два дана касније возио је Гент—Вевелгем, гдје је Ван Арт напао на успону Камелберг, што је пратило неколико возача, али нису радили сложно и група их је достигла. У финишу су се одвојил Гирмај, Лапорт, Јаспер Стојвен и Дрис ван Гестел, Гирмај је почео први да спринта и побиједио је испред Лапорта, чиме је постао први афрички побједник неког класика и осми најмлађи побједник у историји.
У мају је возио своју прву гранд тур трку — Ђиро д’Италију, гдје је прву етапу завршио на другом мјесту у спринту на успону, иза Метјуа ван дер Пула. Шесту етапу је завршио на четвртом мјесту у спринту, иза Арноа Демара, Кејлеба Јуана и Кевендиша, након чега је на осмој етапи био у бијегу и завршио је на петом мјесту, 15 секунди иза Томаса де Гента. На десетој етапи, класични спринтери су отпали на успонима, на циљ је дошла мања група, почео је први да спринта и побиједио је испред Ван дер Пула, што му је била прва побједа на гранд тур тркама, а такође је постао први црни афрички бициклиста који је остварио етапну побједу на некој гранд тур трци. На подијуму послије етапе, док је отварао шампањац погодио га је пампур у око у пуној брзини, због чега је морао на третман у болницу. Наредног дана објављено је да неће стартовати етапу 11 како би му се око потпуно излијечило.
Такмичењу се вратио крајем јуна и освојио је првенство Еритреје у вожњи на хронометар, 16 секунди испред Мерхавија Кудуса. Дана 9. септембра возио је Гран при сајклисте де Квебек, гдје је Беноа Коснефроа напао на 2 km до циља, што нико није пратио и остварио је соло побједу, док је Гирмај завршио на трећем мјесту, изгубивши у спринту од Мајкла Метјуза. Пет дана касније возио је Гран при де Валоније трку, гдје је завршио на другом мјесту у спринту, иза Ван дер Пула. У финишу сезоне је возио друмску трку на Свјетском првенству, коју је завршио на 54 мјесту, три минута иза Евенепула који је напао на 32 km до циља и остварио соло побједу.

### 2023.
Сезону 2023. је почео на трци Трофео сес Салинес Алкудија, коју је завршио на трећем мјесту, иза Марајна ван ден Берга и Вернона. Почетком фебруара је возио Вуелта а ла комунидад Валенсијана трку, гдје је побиједио на првој етапи испред Олава Која и Ивана Гарсије Кортине. Почетком марта возио је Тирено—Адријатико, гдје је трећу етапу завршио на трећем мјесту у спринту, иза Јаспера Филипсена и Фила Баухауса. Дана 4. јуна возио је Брисел сајклинг класик, који је завршио на четвртом мјесту, иза Демара, Тобијаса Лунд Андерсена и Јордија Меуса. Недељу дана касније возио је Тур де Свис, гдје је побиједио на другој етапи испред Демара и Ван Арта.
У јулу је возио Тур де Франс по први пут, на којем је био једини црни возач и један од два афричка возача поред сувозача Луиса Мејнтџеса. Седму етапу је завршио на трећем мјесту у спринту, иза Филипсена и Кевендиша, а након етапе су се директор Астане — Александар Винокуров и тима Интермарш—сиркус—ванти — Жан Франсоа Бурлар жалили на спринт Филипсена који је са лијеве стране прешао на десну, иза Кевендиша, притом пореметивши спринт Гирмаја који је у том тренутку био иза Кевендиша и онемогућивши му да се бори за етапну побједу, али је жалба одбијена. Последњу, етапу 21 до Јелисејских поља завршио је на шестом мјесту, а побиједио је Меус. У финишу сезоне завршио је Гран при де Валоније на седмом мјесту, у групи која је дошла на циљ три секунде иза Гонзала Серана и Дилана Тунса, а Лото ардене класик на осмом мјесту у спринту, у групи у којој је побиједио Арно де Ли.

### 2024.
Сезону 2024. почео је на Тур даун андеру, гдје је прву етапу завршио на трећем мјесту, иза Сема Велсфорда и Баухауса, а четврту етапу је завршио на другом мјесту, иза Велсфорда, док је у класификацији по поенима завршио такође на другом мјесту, иза Велсфорда. Четири дана касније возио је Сурф коаст класик, гдје је побиједио испред Елије Вивијанија и Корбина Стронга, што му је била прва побједа у сезони. У мају је возио Ђиро д’Италију, гдје је био лидер тима у борби за етапне побједе. Трећу етапу је завршио на трећем мјесту, иза Тима Мерлијеа и Џонатана Милана, након чега је на четвртој етапи пао два пута по киши и напустио је трку због повреде кука. Опоравио се десет дана касније, а 26. маја је возио Рунд ум Келн, који је завршио на другом мјесту, иза Каспера ван Удена. Три дана касније возио је Сиркит Франко—Белже, гдје је побиједио у спринту испред Аксела Цинглеа и Марка Иршија. Дана 2. јуна возио је Брисел сајклинг класик, који је завршио на другом мјесту, одспринтавши групу која је дошла на циљ четири секунде иза Јонаса Абрахамсена. Првенство Еритреје у вожњи на хронометар завршио је на трећем мјесту, минут и десет секунди иза Емануела Гебрегзабијера и 40 секунди иза Хенока Мулабрана, након чега је првенство у друмској вожњи завршио на шестом мјесту, а побиједио је Натнаел Тесфацион.
У јулу је возио Тур де Франс, гдје је побиједио на трећој етапи испред Фернанда Гавирије и Де Лија, чиме је постао први црни афрички возач који је остварио етапну побједу на Тур де Франсу. На петој етапи је побиједио Кевендиш који је срушио рекорд по броју побједа на Тур де Франсу, док је Гирмај завршио на деветом мјесту и преузео је зелену мајицу за лидера класификације по поенима, чиме је постао први афрички возач који је носио зелену мајицу на Туру. Шесту етапу је завршио на трећем мјесту, иза Груневегена и Филипсена, али је Филипсен помјерен на последње мјесто у групи и Гирмају је припало друго мјесто, након чега је на осмој етапи побиједио испред Филипсена и Де Лија, остваривши другу побједу на трци. Десету етапу је завршио на другом мјесту, иза Филипсена, након чега је на етапи 12 побиједио испред Ван Арта, остваривши трећу побједу на Туру. На етапи 16 је пао у кружном току на километар до циља, због чега није учествовао у спринту, а побиједио је Филипсен и смањио његову предност на 32 поена. До краја трке је сачувао предност и освојио је класификацију по поенима са 33 поена испред Филипсена, чиме је постао први црни афрички побједник неке класификације на Тур де Франсу. Два дана касније продужио је уговор са тимом до краја 2028.
Крајем јула и почетком августа учествовао је на Олимпијским играма 2024. гдје је хронометар завршио на 29 мјесту, четири минута иза Евенепула, а драмску трку је завршио на 49 мјесту, у групи која је дошла на циљ преко седам минута иза Евенепула. Дана 13. септембра возио је Гран при сајклисте де Квебек, који је завршио на другом мјесту у спринту, иза Метјуза. Пет дана касније возио је Гран при де Валоније трку, коју је завршио на четвртом мјесту, а побиједио је Рохер Адрија. У финишу сезоне завршио је Бинш—Шиме—Бинш на другом мјесту, иза Де Лија.

### 2025.
Сезону 2025. почео је у Шпанији, гдје је Трофео сес Салинес завршио на четвртом мјесту, а побиједио је Марајн ван ден Берг. Крајем фебруара возио је Волта ао Алгарве трку, гдје је трећу етапу завршио на другом мјесту, иза Меуса, након што је Алберто Даинезе помјерен са другог на последње мјесто у групи. У априлу је возио Париз—Рубе по први пут у завршио га је на 15 мјесту, скоро пет минута иза Ван дер Пула. Дана 13. маја завршио је прво издање Данкерк класика на другом мјесту, иза Паскала Акермана, а пет дана касније завршио је Рунд ум Келн на другом мјесту, иза Метјуа Бренана.
У јулу је возио Тур де Франс, гдје је прву етапу завршио на другом мјесту, иза Филипсена. Трећу етапу је завршио на шестом мјесту, а побиједио је Мерлије, након чега је девету етапу такође завршио на шестом мјесту, а поново је побиједио Мерлије, након што је Ван дер Пул, који је био у бијегу 173 километра, достигнут на 750 метара до циља. На етапи 17 је учествовао у паду у финишу, због чега је отпао од водећих и није могао да спринта за побједу, док на последњој, етапи 21, чији је циљ био на Јелисејским пољима у Паризу, није могао да прати кад је напао Жилијен Алафилип на првом прелазу преко успона Коте де ла буте Монмартр и завршио је на 13 мјесту, док је Ван Арт остварио соло побједу, а у класификацији по поенима завршио је на трећем мјесту, иза Милана и Тадеја Погачара.

## Стил вожње
Познат је као добар спринтер, панчер и класик специјалиста.ref name="Everything about Biniam Girmay"/> Медији су и њему написали да је ријеткост, јер из Еритреје која је брдовита углавном долазе брдаши а не спринтери.

## Приватни живот
Када је прешао у тим Нипо—делко—он Провенс 2020. планирао је вјенчање са девојком Салем Хискел, али због избијања пандемије ковида 19 није могао да се врати кући. Током 2021. када се тим угасио, вратио се у Асмару и оженио се са Салем, са којом је добио кћерку Лејлу. Године 2025. добили су друго дијете. Са породицом се преселио из Асмаре у Ницу.